# Sana'a Mehaidli
Sana'a Mehaidli, auch Sana'a Mouhaidli oder Sana Khyadali, arabisch: سناء محيدلي, geboren 14. August 1968; gestorben 9. April 1985, war ein Mitglied der Syrischen Sozial-Nationalistischen Partei (SSNP). Sie tötete sich bei einem Anschlag auf Soldaten der IDF in Jezzine im Süden Libanons, der damals israelisch besetzt war.

## Leben
Sie wurde in Ankoun in der Nähe von Sidon geboren und hatte fünf Brüder und eine Schwester. Anfang 1985, während des Bürgerkriegs im Libanon, wurde sie Mitglied der SSNP.  Am 9. April 1985 fuhr sie einen mit Sprengstoff beladenen Peugeot in einen israelischen Konvoi. Damit tötete sie sich selbst und zwei israelische Soldaten, zwei weitere Soldaten wurden verwundet. Nach dem Anschlag wurde sie von Anhängern ihrer Partei als „Braut des Südens“ gefeiert. Sie war eine der ersten Selbstmordattentäterinnen. 
Das National Counterterrorism Center wertet ihre Tat ausdrücklich nicht als Terrorismus, sondern als Aufstand, weil ihre Ziele Kombattanten waren. Zum Zeitpunkt des Anschlags arbeitete sie in einer Videothek. Dies ermöglichte ihr als erste bekannte Selbstmordattentäterin die Aufnahme eines Videos, in dem sie sich zu ihrer Tat bekannte.

## Weblink
- Videoaufzeichnung von Sana'a Mehaidlis Tatbekenntnis WMV